# EX-315
La EX-315 es una carretera de titularidad de la Junta de Extremadura. Su categoría es local. La denominación oficial es   EX-315 , de Olivenza a Cheles.

## Historia de la carretera
Es la antigua   BA-210 , cuya nomenclatura cambió a   EX-314  al redefinirse la Red de Carreteras de Extremadura en 1997.

## Inicio
Tiene su origen en la localidad de Olivenza. (38°40′53″N 7°06′18″O / 38.681317, -7.105000)

## Final
El final está en la localidad de Cheles. (38°30′49″N 7°16′42″O / 38.513647, -7.278447)

## Trazado, localidades y carreteras enlazadas
La longitud real de la carretera es de 25.460 m, de los que la totalidad discurren en la provincia de Badajoz.
Su desarrollo es el siguiente:
| P. K.           | HITO                                   | COORDENADAS                                   |
| --------------- | -------------------------------------- | --------------------------------------------- |
| 0+000           | Inicio: Olivenza                       | (38°40′53″N 7°06′18″O / 38.681317, -7.105000) |
| 0+000 - 0+230   | Travesía de Olivenza                   |                                               |
| 6+930 - 6+960   | Puente sobre el arroyo San Benito      |                                               |
| 7+060 - 7+940   | Travesía de San Benito de la Contienda |                                               |
| 12+120 - 12+160 | Puente sobre el río Táliga             |                                               |
| 23+620          | Intersección EX-314 (Alconchel)        | (38°31′25″N 7°15′48″O / 38.523597, -7.263342) |
| 25+460          | Fin: Cheles                            | (38°30′49″N 7°16′42″O / 38.513647, -7.278447) |

## Otros datos de interés
(IMD, estructuras singulares, tramos desdoblados, etc.).
La carretera tiene una plataforma de 7 metros, con dos carriles de 3 metros y dos arcenes de 0,50 metros.
Los datos sobre Intensidades Medias Diarias en el año 2006 son los siguientes:
| P. K.           | IMD   | Ligeros | Pesados | % Pesados |
| --------------- | ----- | ------- | ------- | --------- |
| 5+200           | 1.023 | 993     | 30      | 2,9       |
| 25+000 (Cheles) | 493   | 477     | 16      | 3,2       |

## Evolución futura de la carretera
La carretera se encuentra acondicionada dentro de las actuaciones previstas en el Plan Regional de Carreteras de Extremadura.